# Вернінгсгаузен
Вернінгсгаузен (нім. Werningshausen) — громада в Німеччині, розташована в землі Тюрингія. Входить до складу району Земмерда. Складова частина об'єднання громад Штраусфурт.
Площа — 12,78 км2. Населення становить 655 ос. (станом на 31 грудня 2021).

## Галерея

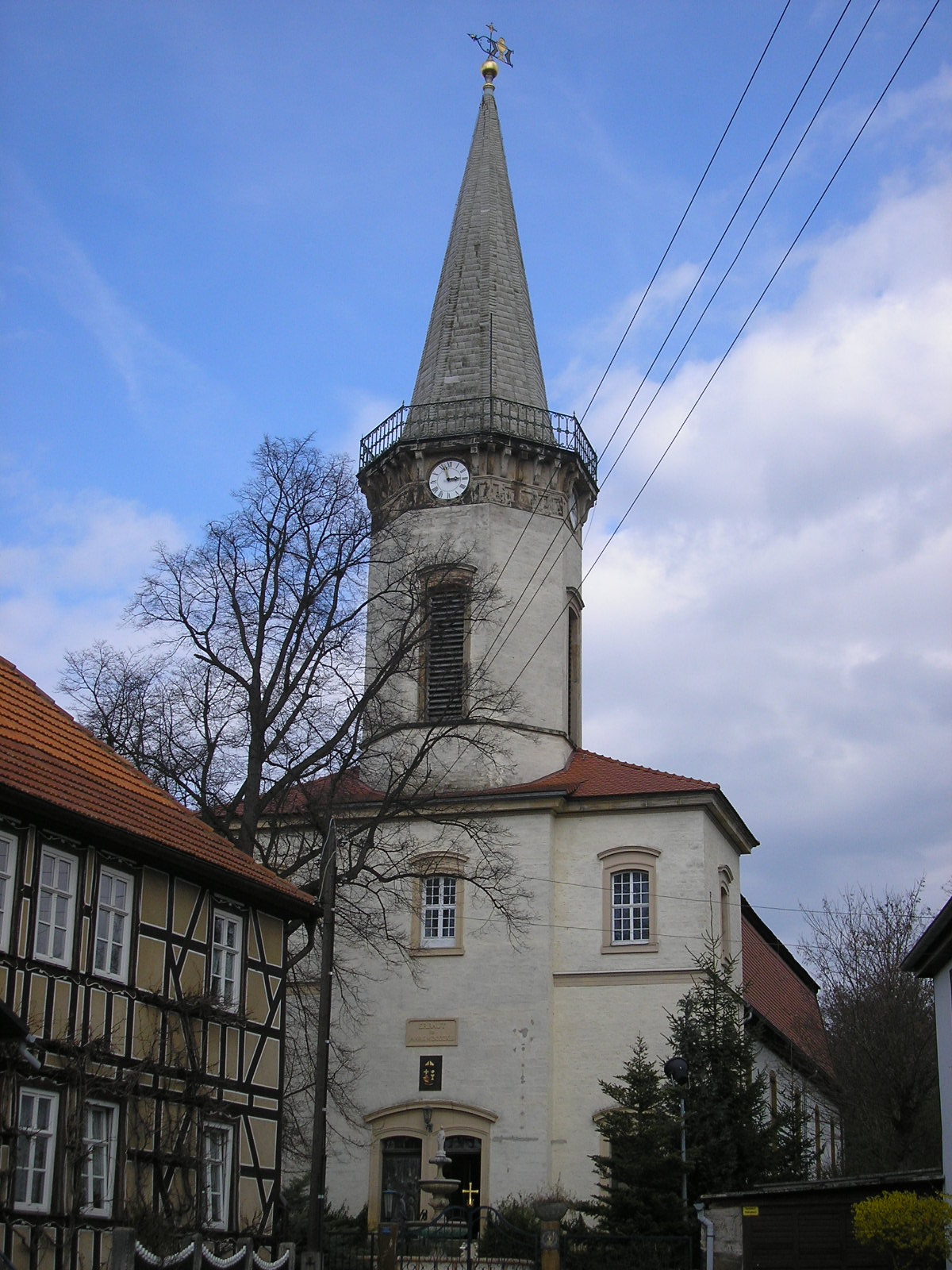
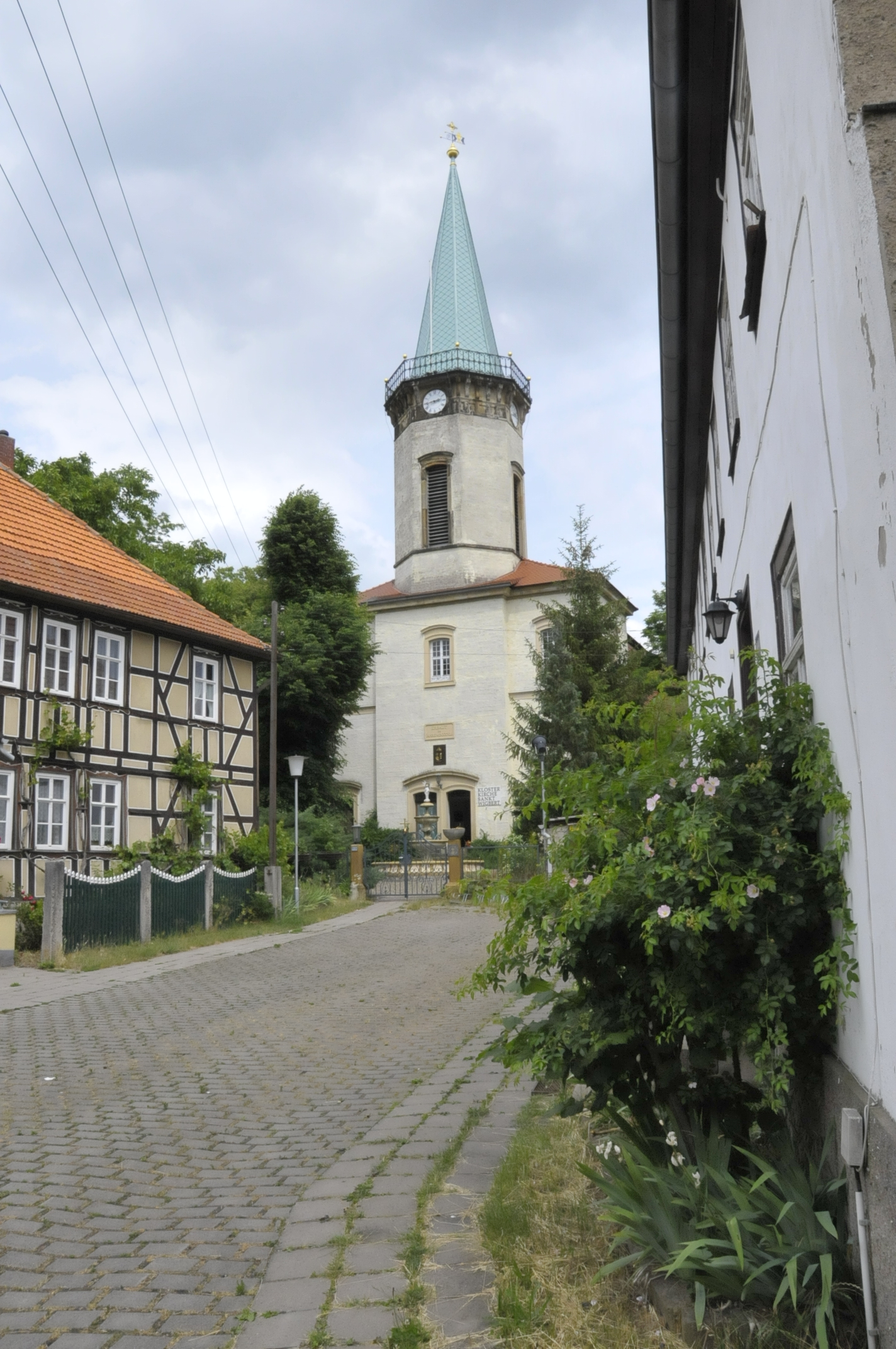
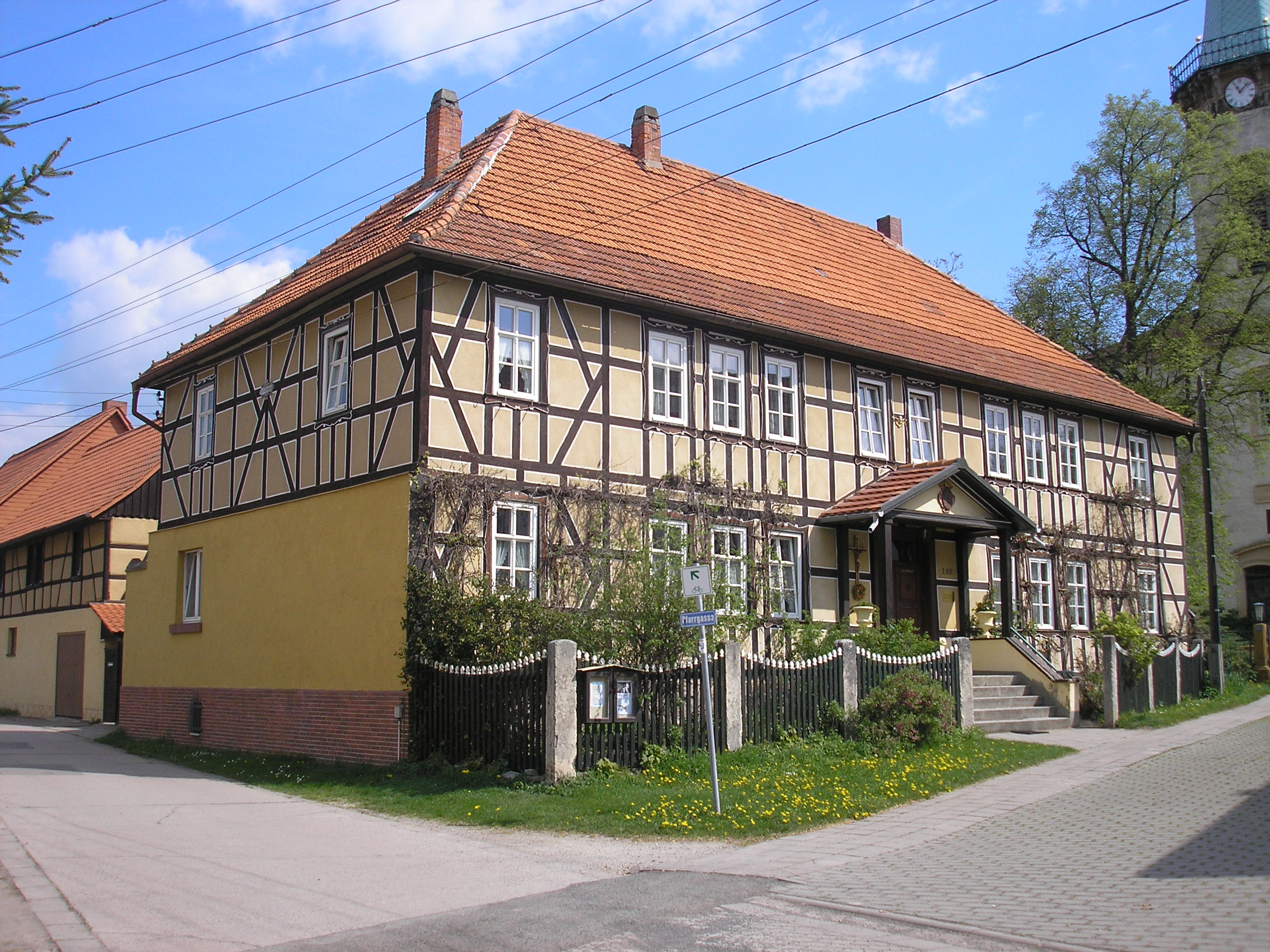